# Невокшонов, Александр Петрович
Александр Петрович Невокшонов (29 декабря 1984, Елец, Липецкая область, РСФСР, СССР) — российский футболист, вратарь.

## Клубная карьера
Является воспитанником елецкой ДФК Орлёнок. В 2000 году попал в заявку «Ельца». В начале 2003 года играл за второй состав «Шинника», далее полтора года играл за дубль московского «Спартака». С 2006 года выступал за «СКА-Энергию». В 2009 году получил травму на сборах, из-за которой не играл в том сезоне. В 2010 году находился на просмотре в астраханском «Волгаре-Газпроме». В 2011 году вернулся в «Елец». В том же 2011 году перебрался в латвийский клуб «Спартак» из Юрмалы, С которым в первом же сезоне вышел в Высшую лигу. В 2012 году остался в заявке «Спартака», за который провёл 4 матча в Чемпионате Латвии.

## Достижения

### Командные
«Спартак» Юрмала
Бронзовый призёр Первой лиги: (выход в Высшую Лигу) (1)
- 2011

## Происшествия
22 мая 2008 года стало известно, что за избиение милиционера, которое произошла 3 года тому назад, Александр Невокшонов Елецким городском судом, приговорен к выплате штрафа в 200 тысяч рублей